# 山田海遊
山田 海遊（やまだ みゆう、2000年4月7日 - ）は、埼玉県出身の元・女優。元・NEWSエンターテインメント所属。現在は、大学医学部在学中である。

## 出演

### テレビドラマ
- 木曜時代劇 慶次郎縁側日記 第3シリーズ（2006年、NHK総合テレビ）- おきょう（少女時代） 役
- 昼ドラ 母親失格（2007年、東海テレビ） - チャイルドルーム子供 役
- 土曜ドラマ 1ポンドの福音（2008年、日本テレビ） - 孤児院生 役
- 愛の劇場 再婚一直線!（2008年、TBS） - 中西もも 役
- トミカヒーロー レスキューファイアー （2009年、テレビ東京） - ナオミ 役
- 相棒 Season8 第18話「右京、風邪をひく」（2010年3月3日、テレビ朝日）- 東海林雅之（松崎謙二）の娘・東海林梢 役 - 風邪で療養中
- 土曜ワイド劇場
  - 「ショカツの女〜新宿西署・刑事課強行犯係 4 爆弾魔の人質になった刑事!タイムリミットは48時間!?愛妻の死の真実を隠蔽した警察権力への命懸けの抵抗!!」（2010年4月17日、テレビ朝日） - 水沢比呂 役
- 仮面ライダーW 第43話「Oの連鎖 / 老人探偵」（2010年、テレビ朝日）- 後藤みゆ 役
- 月曜ゴールデン 明日もまた生きていこう（2010年、TBS）-院内学級の子供 役
- ハガネの女 season2 第1話（2011年、テレビ朝日） - 松本加奈 役
- 水曜ミステリー9「検事・沢木正夫3 共犯者」（2015年8月19日、テレビ東京）- 高橋サチコ 役

### 映画
- 石内尋常高等小学校 花は散れども（2008年）- みどりの娘・良子 役

### バラエティ
- スクール革命!（2011年、日本テレビ）

### CM
- 花王、ハミング